# Xã Rose Creek, Quận Republic, Kansas
Xã Rose Creek (tiếng Anh: Rose Creek Township) là một xã thuộc quận Republic, tiểu bang Kansas, Hoa Kỳ. Năm 2010, dân số của xã này là 108 người.